# Okres Grajewo
Okres Grajewo (polsky Powiat grajewski) je okres v polském Podleském vojvodství. Rozlohu má 967,24 km² a v roce 2019 zde žilo 47 210 obyvatel. Sídlem správy okresu je město Grajewo.

## Gminy
Městská:
- Grajewo

Městsko-vesnická:
- Rajgród
- Szczuczyn

Vesnické:
- Grajewo
- Radziłów
- Wąsosz

## Města
- Grajewo
- Rajgród
- Szczuczyn